# Tong Da-wei
Tong Da-wei (nacido el 3 de febrero de 1979 en Fushun, Liaoning) es un actor y cantante chino. Tong es conocido por protagonizar en series de televisión como "Jade Guan-yin", "Struggle" y en una película titulada "Lost in Beijing".

## Carrera
En 2004, Tong ganó el premio "Golden Eagle Awards", como mejor actor, tras interpretar a su personaje llamado "Yang Rui", en la serie "Jade Guan-yin". En 2007, la película "Lost in Beijing", consiguió un nominó como mejor actor bajo los Premios "Pusan Film Critics Awards".
En 2008, Tong protagonizó la película "Red Cliff: Part II", dirigida por el director John Woo. 
En 2011, protagonizó en una película dirigida por el director Zhang Yimou, titulada "The Flowers of War" (o "Las flores de la guerra"), en la que también participó y protagonizó el ganador de un Óscar, el actor británico Christian Bale.

## Filmografía

### Series de televisión
| Año  | Título en inglés               | Título original    | Personaje               | Notas     |
| ---- | ------------------------------ | ------------------ | ----------------------- | --------- |
| 1998 | Brother's Wife                 | 嫂娘               | Yun Dong                | TV Series |
| 1999 | Green Wedding                  | 綠色婚禮           | Xiao Yong               | TV Series |
| 1999 | Life of a Century              | 世紀人生           | Da Ming                 | TV Series |
| 2000 | Angels Are to Blame            | 都是天使惹的禍     | Xiong Feng              | TV Series |
| 2000 | Network Love Story             | 一網情深           | Zhou Wei                | TV Series |
| 2001 | Young Justice Bao II           | 少年包青天II       | Emperador Song Ren Zong | TV Series |
| 2002 | Date at the Aquarium           | 海洋館的約會       | Mai Di                  | TV Series |
| 2002 | Jade Guan-yin                  | 玉觀音             | Yang Rui                | TV Series |
| 2002 | Family on a Diet               | 瘦身家族           | Tang Manjin             | TV Series |
| 2002 | Waterlilies                    | 出水芙蓉           | Gao Chu                 | TV Series |
| 2004 | The Vinegar Tribe              | 醋溜族             | Xiao Bai                | TV Series |
| 2004 | Taste of Summer                | 夏天的味道         | Zhu Cheng               | TV Series |
| 2004 | A Pink Family                  | 紅粉世家           | Yu Shuicun              | TV Series |
| 2004 | First Intimate Contact         | 第一次親密接觸     | Pizi Cai                | TV Series |
| 2004 | Heaven Has Eyes                | 蒼天有眼           | Wu Yu                   | TV Series |
| 2004 | Butterfly Fantasy              | 蝴蝶飛飛           | Lan Dongchen            | TV Series |
| 2005 | Give the Definite Word         | 一言為定           | Ximen Hong              | TV Series |
| 2005 | Romantic Life                  | 與青春有關的日子   | Fang Yan                | TV Series |
| 2005 | We Have Nowhere to Place Youth | 我們無處安放的青春 | Li Ran                  | TV Series |
| 2007 | Struggle                       | 奮鬥               | Lu Tao                  | TV Series |
| 2007 | Special Police                 | 女特警             | Liu Chun                | TV Series |
| 2007 | The So-called Marriage         | 所謂婚姻           | Wu De                   | TV Series |
| 2007 | How Far Is It to My Happiness  | 幸福還有多遠       | Wang Xiaomao            | TV Series |
| 2009 | Sniper                         | 狙擊手             | Long Shaoqin            | TV Series |
| 2010 | Waiting for Our Happiness      | 守候我們的幸福     | Lin Ziyang              | TV Series |
| 2010 | Marriage Battle                | 婚姻保衛戰         | Guo Yang                | TV Series |
| 2011 | To Southeast Asia              | 下南洋             | Jian Zhaoqing           | TV Series |
| 2019 | The Galloped Era               | 奔腾年代           | Chang Hanqing           | TV Series |
| 2020 | Heroes In Harm's Way           | 最美逆行者         |                         | TV Series |

### Películas
| Año  | Título en inglés                      | Título original        | Personaje               | Notas |
| ---- | ------------------------------------- | ---------------------- | ----------------------- | ----- |
| 2001 | One Hundred Thieves                   | 一百個小偷             | Shi Gang                |       |
| 2002 | I Love You                            | 我愛你                 | Wang Yi                 |       |
| 2003 | Sky of Love                           | 情牽一線               | Wen Tao                 |       |
| 2003 | Double Dating                         | 非常浪漫               | Xiao Chun               |       |
| 2003 | Fall in Love at First Sight           | 一見鍾情               | Zhao Benxuan            |       |
| 2007 | Lost in Beijing                       | 蘋果                   | An Kun                  |       |
| 2008 | Fit Lover                             | 愛情呼叫轉移2 愛情左右 | Zhang Ting              |       |
| 2008 | Red Cliff: Part II                    | 赤壁-下                | Sun Shucai              |       |
| 2008 | Volunteer                             | 志願者                 | Xiao Ran                |       |
| 2009 | On His Majesty's Secret Service       | 大內密探靈靈狗         | Royal Tiger             |       |
| 2009 | The Founding of a Republic            | 建國大業               | Kong Lingkan            |       |
| 2009 | Outside the Great Wall Is My Hometown | 長城外面是故鄉         | Ming Di                 |       |
| 2009 | Mars Baby                             | 火星沒事               | Bank Staff              |       |
| 2011 | Energy Behind the Heart               | 用心跳                 |                         |       |
| 2011 | Treasure Inn                          | 財神客棧               | Wen Wenqie              |       |
| 2011 | Great Wall My Love                    | 追愛                   |                         |       |
| 2011 | The Flowers of War                    | 金陵十三釵             | Major Li                |       |
| 2012 | To My Wife                            | 與妻書                 | Lin Juemin              |       |
| 2012 | The Zodiac Mystery                    | 十二星座離奇事件       | Chen Wei                |       |
| 2012 | All for Love                          | 三個未婚媽媽           |                         |       |
| 2013 | Better and Better                     | 越來越好之村晚         |                         |       |
| 2013 | American Dreams in China              | 中國合伙人             |                         |       |
| 2013 | Switch                                | 天機：富春山居圖       | Shan Ben                |       |
| 2013 | Badges of Fury                        | 不二神探               | Agente de Bienes Raíces |       |
| 2016 | Lost in White                         | 冰河追凶               |                         |       |
| 2018 | Kill Mobile                           | 来电狂响               | Jia Di                  |       |
| 2019 | My People, My Country                 | 我和我的祖国           | Luo Lang                |       |

### Programa de variedades
| Año             | Título        | Notas    |
| --------------- | ------------- | -------- |
| 2019 - presente | I Am An Actor | miembro  |
| 2017, 2019      | Happy Camp    | invitado |

### Revistas / sesiones fotográficas
| Año  | Título     | Notas                      |
| ---- | ---------- | -------------------------- |
| 2019 | LEON China | (publicación de noviembre) |

## Premios y nominaciones
| Año  | Premio                    | Categoría      | Título de la obra | Resultado |
| ---- | ------------------------- | -------------- | ----------------- | --------- |
| 2004 | Golden Eagle Awards       | Favorite Actor | Jade Guan-yin     | Won       |
| 2007 | Pusan Film Critics Awards | Best New Actor | Lost in Beijing   | Nominated |